# سیارک ۴۶۶۲
سیارک ۴۶۶۲ (به انگلیسی: 4662 Runk، نامگذاری:1984HL) چهار هزار و ششصد و شصت و دومین سیارک کشف شده‌است که در ۱۹ آوریل ۱۹۸۴ کشف شد.